# Llista d'asteroides/157701-157800
| Nom             | Designació provisional | Data de descobriment   | Lloc de descobriment | Descobridor/s                                          |
| --------------- | ---------------------- | ---------------------- | -------------------- | ------------------------------------------------------ |
| 157701 -        | 2006 AD21              | 5 de gener de 2006     | Catalina             | CSS                                                    |
| 157702 -        | 2006 AZ21              | 5 de gener de 2006     | Catalina             | CSS                                                    |
| 157703 -        | 2006 AW27              | 5 de gener de 2006     | Catalina             | CSS                                                    |
| 157704 -        | 2006 AL29              | 2 de gener de 2006     | Catalina             | CSS                                                    |
| 157705 -        | 2006 AS35              | 4 de gener de 2006     | Mount Lemmon         | Mount Lemmon Survey                                    |
| 157706 -        | 2006 AD51              | 5 de gener de 2006     | Kitt Peak            | Spacewatch                                             |
| 157707 -        | 2006 AM51              | 5 de gener de 2006     | Kitt Peak            | Spacewatch                                             |
| 157708 -        | 2006 AO56              | 7 de gener de 2006     | Mount Lemmon         | Mount Lemmon Survey                                    |
| 157709 -        | 2006 AA57              | 7 de gener de 2006     | Mount Lemmon         | Mount Lemmon Survey                                    |
| 157710 -        | 2006 AR68              | 5 de gener de 2006     | Mount Lemmon         | Mount Lemmon Survey                                    |
| 157711 -        | 2006 AU68              | 5 de gener de 2006     | Mount Lemmon         | Mount Lemmon Survey                                    |
| 157712 -        | 2006 AX70              | 6 de gener de 2006     | Kitt Peak            | Spacewatch                                             |
| 157713 -        | 2006 AO71              | 6 de gener de 2006     | Mount Lemmon         | Mount Lemmon Survey                                    |
| 157714 -        | 2006 AO74              | 6 de gener de 2006     | Anderson Mesa        | LONEOS                                                 |
| 157715 -        | 2006 AW79              | 6 de gener de 2006     | Anderson Mesa        | LONEOS                                                 |
| 157716 -        | 2006 AK81              | 5 de gener de 2006     | Socorro              | LINEAR                                                 |
| 157717 -        | 2006 AV83              | 5 de gener de 2006     | Socorro              | LINEAR                                                 |
| 157718 -        | 2006 AF97              | 5 de gener de 2006     | Socorro              | LINEAR                                                 |
| 157719 -        | 2006 BY16              | 22 de gener de 2006    | Anderson Mesa        | LONEOS                                                 |
| 157720 -        | 2006 BD20              | 22 de gener de 2006    | Anderson Mesa        | LONEOS                                                 |
| 157721 -        | 2006 BS26              | 24 de gener de 2006    | Piszkéstető          | K. Sárneczky                                           |
| 157722 -        | 2006 BR30              | 20 de gener de 2006    | Kitt Peak            | Spacewatch                                             |
| 157723 -        | 2006 BA31              | 20 de gener de 2006    | Kitt Peak            | Spacewatch                                             |
| 157724 -        | 2006 BK48              | 25 de gener de 2006    | Kitt Peak            | Spacewatch                                             |
| 157725 -        | 2006 BL50              | 25 de gener de 2006    | Kitt Peak            | Spacewatch                                             |
| 157726 -        | 2006 BH51              | 25 de gener de 2006    | Kitt Peak            | Spacewatch                                             |
| 157727 -        | 2006 BZ63              | 22 de gener de 2006    | Mount Lemmon         | Mount Lemmon Survey                                    |
| 157728 -        | 2006 BX77              | 23 de gener de 2006    | Mount Lemmon         | Mount Lemmon Survey                                    |
| 157729 -        | 2006 BV85              | 25 de gener de 2006    | Catalina             | CSS                                                    |
| 157730 -        | 2006 BS88              | 25 de gener de 2006    | Kitt Peak            | Spacewatch                                             |
| 157731 -        | 2006 BW105             | 25 de gener de 2006    | Kitt Peak            | Spacewatch                                             |
| 157732 -        | 2006 BB138             | 28 de gener de 2006    | Mount Lemmon         | Mount Lemmon Survey                                    |
| 157733 -        | 2006 BJ148             | 19 de gener de 2006    | Catalina             | CSS                                                    |
| 157734 -        | 2006 BQ149             | 24 de gener de 2006    | Anderson Mesa        | LONEOS                                                 |
| 157735 -        | 2006 BP151             | 25 de gener de 2006    | Kitt Peak            | Spacewatch                                             |
| 157736 -        | 2006 BB155             | 25 de gener de 2006    | Kitt Peak            | Spacewatch                                             |
| 157737 -        | 2006 BX161             | 26 de gener de 2006    | Anderson Mesa        | LONEOS                                                 |
| 157738 -        | 2006 BJ183             | 27 de gener de 2006    | Socorro              | LINEAR                                                 |
| 157739 -        | 2006 BG189             | 28 de gener de 2006    | Kitt Peak            | Spacewatch                                             |
| 157740 -        | 2006 BP199             | 30 de gener de 2006    | Kitt Peak            | Spacewatch                                             |
| 157741 -        | 2006 BE202             | 31 de gener de 2006    | Kitt Peak            | Spacewatch                                             |
| 157742 -        | 2006 BX214             | 24 de gener de 2006    | Socorro              | LINEAR                                                 |
| 157743 -        | 2006 BW219             | 30 de gener de 2006    | Kitt Peak            | Spacewatch                                             |
| 157744 -        | 2006 BX237             | 31 de gener de 2006    | Kitt Peak            | Spacewatch                                             |
| 157745 -        | 2006 BF249             | 31 de gener de 2006    | Kitt Peak            | Spacewatch                                             |
| 157746 -        | 2006 BX270             | 26 de gener de 2006    | Catalina             | CSS                                                    |
| 157747 Mandryka | 2006 CS9               | 2 de febrer de 2006    | Tenagra II           | J.-C. Merlin                                           |
| 157748 -        | 2006 CP18              | 1 de febrer de 2006    | Mount Lemmon         | Mount Lemmon Survey                                    |
| 157749 -        | 2006 CC31              | 2 de febrer de 2006    | Kitt Peak            | Spacewatch                                             |
| 157750 -        | 2006 CF44              | 3 de febrer de 2006    | Kitt Peak            | Spacewatch                                             |
| 157751 -        | 2006 CE51              | 4 de febrer de 2006    | Kitt Peak            | Spacewatch                                             |
| 157752 -        | 2006 CS53              | 4 de febrer de 2006    | Catalina             | CSS                                                    |
| 157753 -        | 2006 DG3               | 20 de febrer de 2006   | Kitt Peak            | Spacewatch                                             |
| 157754 -        | 2006 DP51              | 24 de febrer de 2006   | Kitt Peak            | Spacewatch                                             |
| 157755 -        | 2006 DC100             | 25 de febrer de 2006   | Mount Lemmon         | Mount Lemmon Survey                                    |
| 157756 -        | 2006 EE25              | 3 de març de 2006      | Kitt Peak            | Spacewatch                                             |
| 157757 -        | 2006 EF47              | 4 de març de 2006      | Kitt Peak            | Spacewatch                                             |
| 157758 -        | 2007 AU25              | 15 de gener de 2007    | Anderson Mesa        | LONEOS                                                 |
| 157759 -        | 2007 DO20              | 17 de febrer de 2007   | Kitt Peak            | Spacewatch                                             |
| 157760 -        | 2007 DD35              | 17 de febrer de 2007   | Kitt Peak            | Spacewatch                                             |
| 157761 -        | 2007 DA37              | 17 de febrer de 2007   | Kitt Peak            | Spacewatch                                             |
| 157762 -        | 2007 DD37              | 17 de febrer de 2007   | Kitt Peak            | Spacewatch                                             |
| 157763 -        | 2007 DU37              | 17 de febrer de 2007   | Kitt Peak            | Spacewatch                                             |
| 157764 -        | 2007 DV47              | 21 de febrer de 2007   | Mount Lemmon         | Mount Lemmon Survey                                    |
| 157765 -        | 2007 DM58              | 21 de febrer de 2007   | Kitt Peak            | Spacewatch                                             |
| 157766 -        | 2007 DF97              | 23 de febrer de 2007   | Catalina             | CSS                                                    |
| 157767 -        | 2007 DG99              | 25 de febrer de 2007   | Mount Lemmon         | Mount Lemmon Survey                                    |
| 157768 -        | 2007 DQ101             | 23 de febrer de 2007   | Mount Lemmon         | Mount Lemmon Survey                                    |
| 157769 -        | 2007 EB43              | 9 de març de 2007      | Kitt Peak            | Spacewatch                                             |
| 157770 -        | 2007 EO57              | 9 de març de 2007      | Kitt Peak            | Spacewatch                                             |
| 157771 -        | 2007 EV127             | 9 de març de 2007      | Mount Lemmon         | Mount Lemmon Survey                                    |
| 157772 -        | 2007 EK130             | 9 de març de 2007      | Mount Lemmon         | Mount Lemmon Survey                                    |
| 157773 -        | 2007 EW135             | 10 de març de 2007     | Mount Lemmon         | Mount Lemmon Survey                                    |
| 157774 -        | 2007 FF                | 16 de març de 2007     | Mount Lemmon         | Mount Lemmon Survey                                    |
| 157775 -        | 2007 FZ1               | 16 de març de 2007     | Catalina             | CSS                                                    |
| 157776 -        | 2770 P-L               | 24 de setembre de 1960 | Palomar              | C. J. van Houten, I. van Houten-Groeneveld, T. Gehrels |
| 157777 -        | 6239 P-L               | 24 de setembre de 1960 | Palomar              | C. J. van Houten, I. van Houten-Groeneveld, T. Gehrels |
| 157778 -        | 6812 P-L               | 24 de setembre de 1960 | Palomar              | C. J. van Houten, I. van Houten-Groeneveld, T. Gehrels |
| 157779 -        | 7582 P-L               | 17 d'octubre de 1960   | Palomar              | C. J. van Houten, I. van Houten-Groeneveld, T. Gehrels |
| 157780 -        | 7620 P-L               | 17 d'octubre de 1960   | Palomar              | C. J. van Houten, I. van Houten-Groeneveld, T. Gehrels |
| 157781 -        | 3077 T-2               | 30 de setembre de 1973 | Palomar              | C. J. van Houten, I. van Houten-Groeneveld, T. Gehrels |
| 157782 -        | 3296 T-2               | 30 de setembre de 1973 | Palomar              | C. J. van Houten, I. van Houten-Groeneveld, T. Gehrels |
| 157783 -        | 2124 T-3               | 16 d'octubre de 1977   | Palomar              | C. J. van Houten, I. van Houten-Groeneveld, T. Gehrels |
| 157784 -        | 3458 T-3               | 16 d'octubre de 1977   | Palomar              | C. J. van Houten, I. van Houten-Groeneveld, T. Gehrels |
| 157785 -        | 4233 T-3               | 16 d'octubre de 1977   | Palomar              | C. J. van Houten, I. van Houten-Groeneveld, T. Gehrels |
| 157786 -        | 4345 T-3               | 16 d'octubre de 1977   | Palomar              | C. J. van Houten, I. van Houten-Groeneveld, T. Gehrels |
| 157787 -        | 4443 T-3               | 16 d'octubre de 1977   | Palomar              | C. J. van Houten, I. van Houten-Groeneveld, T. Gehrels |
| 157788 -        | 5020 T-3               | 16 d'octubre de 1977   | Palomar              | C. J. van Houten, I. van Houten-Groeneveld, T. Gehrels |
| 157789 -        | 1991 RK28              | 8 de setembre de 1991  | Kitt Peak            | Spacewatch                                             |
| 157790 -        | 1991 VP8               | 4 de novembre de 1991  | Kitt Peak            | Spacewatch                                             |
| 157791 -        | 1992 SK3               | 24 de setembre de 1992 | Kitt Peak            | Spacewatch                                             |
| 157792 -        | 1993 FT10              | 19 de març de 1993     | La Silla             | UESAC                                                  |
| 157793 -        | 1994 EZ5               | 9 de març de 1994      | Caussols             | E. W. Elst                                             |
| 157794 -        | 1994 PP14              | 10 d'agost de 1994     | La Silla             | E. W. Elst                                             |
| 157795 -        | 1995 CE3               | 1 de febrer de 1995    | Kitt Peak            | Spacewatch                                             |
| 157796 -        | 1995 FW4               | 23 de març de 1995     | Kitt Peak            | Spacewatch                                             |
| 157797 -        | 1995 ON12              | 30 de juliol de 1995   | Kitt Peak            | Spacewatch                                             |
| 157798 -        | 1995 OZ12              | 22 de juliol de 1995   | Kitt Peak            | Spacewatch                                             |
| 157799 -        | 1995 SE13              | 18 de setembre de 1995 | Kitt Peak            | Spacewatch                                             |
| 157800 -        | 1995 SS18              | 18 de setembre de 1995 | Kitt Peak            | Spacewatch                                             |